# بگو که دوستم داری
بگو که دوستم داری (به انگلیسی: Tell Me You Love Me) سریال درام آمریکایی محصول سال ۲۰۰۷ است که از شبکه اچ‌بی‌او پخش گردید.

## بازیگران

### اصلی
- جین الکساندر در نقش دکتر ماری فاستر
- میشل بورت در نقش جیمی
- تیم دِکای در نقش دیوید
- ایسلین پال در نقش ایزابلا
- آدام اسکات پالک
- کاترین تون در نقش میسون
- سونیا والگر در نقش کارولین
- الی وکر در نقش کتی
- جولی مُند در نقش نیکول

### فرعی
- دیوید سلبی در نقش آرتور فاستر
- لوک کیربی در نقش هوگو
- رایان وینات در نقش جاشوا
- ایان سامرهلدر در نقش نیک
- شری استرینگ‌فیلد در نقش ریتا
- رانی کاکس در نقش جان